# 확률의 공리적 정의
공리는 수학에서 증명을 하지 않기로 약속한, 즉 당연한 것으로 가정하는 명제를 말한다. 확률을 공리적으로 정의한다는 것은 확률의 성질 중에 너무 당연해 보이는 것들을 골라서,   그 성질들을 만족하는 것이 확률이라고 정의하는 것이다.
같은 조건에서 여러 번 반복할 수 있고, 그 결과가 우연에 의해 달라지는 실험이나 관찰을 시행이라고 한다.
한 번의 시행에서 일어날 수 있는 모든 결과의 집합을 표본 공간이라고 하고, 표본 공간의 부분집합을 사건이라고 한다.